# Ralph Jean-Louis
Ralph Jean-Louis (ur. 11 września 1968) – seszelski piłkarz, grający na pozycji pomocnika lub napastnika, trener piłkarski.

## Kariera piłkarska

### Kariera klubowa
Występował w klubach Bel Air FC i Anse-aux-Pins FC. W 1993 przeszedł do St Michel United FC, w którym grał do zakończenia kariery piłkarską w 2003.

### Kariera reprezentacyjna
W latach 1990–2000 bronił barw narodowej reprezentacji Seszeli.

## Kariera trenerska
Po zakończeniu kariery piłkarza rozpoczął pracę szkoleniową. Najpierw trenował St Michel United FC. Od stycznia 2011 do 2013 prowadził narodową reprezentację Seszeli. Potem powrócił do pracy z St Michel United FC.

## Sukcesy i odznaczenia

### Sukcesy klubowe
- mistrz Seszeli: 1996, 1997, 1999, 2000, 2002
- wicemistrz Seszeli: 1995, 1998, 2001
- zdobywca Pucharu Seszeli: 1997, 1998, 2001
- zdobywca Pucharu Prezydenta: 1996, 1997, 1998, 2000, 2001

### Sukcesy reprezentacyjne
- brązowy medalista Indian Ocean Island Games: 1990, 1998

### Sukcesy trenerskie
- mistrz Seszeli: 2007, 2008, 2010 (z St Michel United)
- wicemistrz Seszeli: 2006, 2009 (z St Michel United)
- zdobywca Pucharu Seszeli: 2006, 2007, 2008, 2009 (z St Michel United)
- zdobywca Pucharu Prezydenta: 2006, 2007, 2009, 2010 (z St Michel United)